# Arpiar Arpiaryan
Arpiar Arpiaryan, anche noto come Arpiar Arpiarian o Arpiarean (in armeno Արփիար Արփիարեան; Samsun o Costantinopoli, 21 dicembre 1851 – Il Cairo, 12 febbraio 1908), è stato uno scrittore e giornalista armeno.

## L'educazione
La sua vita iniziò mentre i genitori erano in viaggio per Costantinopoli essi erano originari di Akn (una città armena sulla riva dell'Eufrate). Dopo la sua nascita la famiglia si stabilì nel sobborgo di Ortaköy, dove egli frequentò la Scuola Armena Tarkmanchats (Թարգմանչաց). Nel 1867, fu inviato a Venezia per frequentare il Collegio Murat-Raphael in Ca' Zenobio degli Armeni. Lì studiò la lingua armena classica e la storia sotto la guida di padre Leonzio Alishan. Imparò perfettamente la lingua francese e italiana di cui conobbe e apprezzo la letteratura. Dopo il diploma la laurea e tornò a Costantinopoli, dove gli è stato offerto un posto di segretario presso il Patriarcato armeno. Durante questo periodo, lavorò anche lavorato come contabile. Tuttavia, le vere vocazioni di Arpiarian era il giornalismo e la letteratura.

## Gli esordi
Le sue prime opere letterarie furono pubblicate sulla rivista di Tiflis, Mshak (Մշակ) di Grigor Artsruni. In seguito egli avrebbe scritto articoli con lo pseudonimo "Haygag" (Հայկակ) su vari aspetti della vita armeno di Istanbul, che sono stati tutti intrisi con la satira. Entro 1878, era già diventato un assiduo collaboratore di quotidiani e periodici. Ma la sua consacrazione arrivò nel 1884, quando durante la visitata a Tiflis durante l'elezione del Catholicos di Echmiadzin venne ricevuto come un famoso scrittore. In quella occasione ebbe modo di conoscere personalmente autori armeni orientali Raffi, Proshian, Aghayan e altri. Fu proprio di ritorno dal quel viaggio che insieme ad altri intellettuali decise di fondare Arevelk (Արեւելք, "Oriente"), un giornale nel quale cercò di unificare gli sforzi dell''intellighenzia' armena di Costantinopoli fondendovi insieme il quotidiano Masis (periodico), a cui lavorava insieme con Krikor Zohrab.

## Attività letteraria e politica
Oltre ad essere uno scrittore, Arpiar Arpiarian era un attivista politico e un agitatore che sostenne la necessità delle riforme nell'Impero ottomano soprattutto dopo il trattamento della popolazione armena da parte del sultano Abdul Hamid II. Nel 1889, Arpiarian aderì al Partito Socialdemocratico Hunchakian (in armeno Սոցիալ Դեմոկրատ Հնչակյան Կուսակցություն; ՍԴՀԿ) e fondò la Società Ararat con un gruppo di giovani che desideravano diffondere l'istruzione nelle province ottomane. Nel 1890, partecipò alla manifestazione di Kumkapı ed è fu arrestato come un rivoluzionario, e con altri componenti del partito fu imprigionato per due mesi, fu quindi rilasciato per l'amnistia generale. Nel 1891, fondò e diresse il nuovo del quotidiano Hayrenik (Հայրենիք, "Patria") con il suo amico, Hovhannes Shahnazarian. Questo giornale fu chiuso dal sultano per le sue idee democratiche.

## L'esilio e la morte
Nel 1896, dopo l'inizio dei massacri hamidiani lasciò Costantinopoli e si trasferì a Londra. Nella capitale inglese, ha tentato di pubblicare due riviste mensili Mart (Մարտ, "Battaglia") e Nor Kyanq (Նոր Կեանք, "Vita Nuova") che prendeva spunto il titolo dall'omonima opera di Dante Alighieri. Entrambe le riviste erano animate da esponenti del Partito Socialdemocratico Hunchakian tanto da supporre che esse fossero direttamente sponsorizzate dal partito o almeno da una sua corrente politica più precisamente 'Veragazmial Hunchakianner' che lo stesso Arpiarian contribuì a far uscire dal partito.
Tra il 1901-1902, viaggiò tra Parigi e poi Venezia dove scrisse la sua opera più riuscita, la novella Garmir Zhamuts in lingua armena (Կարմիր Ժամուց).
Nel 1905, si trasferì al Cairo dove riprese la sua attività pubblicistica curando la rassegna letteraria mensile Shirak (*Շիրակ) e pubblicando articoli sul giornale locale Lusaber (*Լուսաբեր).
Nel 1908 i suoi nemici politici lo raggiunsero e lo assassinarono mentre stava tornando a casa dal mercato. Le sue ultime parole furono "Hye em" (Io sono armeno).